# Robert Fellowes, Baron Fellowes
Robert Fellowes, Baron Fellowes GCB GCVO QSO PC (* 11. Dezember 1941 in Sandringham; † 29. Juli 2024) war ein britischer Wirtschaftsmanager, der zwischen 1990 und 1999 Privatsekretär von Königin Elisabeth II. und ab 1999 als Life Peer Mitglied des House of Lords war.

## Leben

### Aufstieg zum Privatsekretär der Queen und Auszeichnungen
Fellowes besuchte das Eton College und trat 1960 als Second Lieutenant der Scots Guards in die British Army ein. 1963 schied er aus dem aktiven Militärdienst aus und wurde als Lieutenant Reserveoffizier der Queen’s Royal Rifles. Anschließend war er in der Privatwirtschaft tätig und zuletzt von 1968 bis 1977 Direktor beim Broker-Finanzdienstleistungsunternehmen Allen Harvey & Ross.
Im Anschluss wechselte er 1977 in das Sekretariat von Königin Elisabeth II. und war zunächst Assistent von Privatsekretär Philip Moore sowie zwischen 1986 und 1990 Stellvertreter von Privatsekretär William Heseltine, ehe er schließlich 1990 als Nachfolger Heseltines selbst Privatsekretär der Queen wurde und dieses Amt bis 1999 ausübte. Nachfolger als Privatsekretär der Königin wurde daraufhin Robert Janvrin.
Während seiner langjährigen Tätigkeit wurde er mehrfach ausgezeichnet. Er wurde zunächst 1982 Lieutenant des Royal Victorian Order sowie 1987 Companion des Order of the Bath. 1989 wurde er als Knight Commander des Royal Victorian Order geadelt und fortan führte er das Prädikat „Sir“. Darüber hinaus wurde er 1990 Privy Councillor sowie 1991 Knight Commander des Order of the Bath. Zuletzt wurde er 1998 zum Knight Grand Cross des Royal Victorian Order und 1998 des Order of the Bath erhoben, ehe er zuletzt 1999 mit dem Queen’s Service Order ausgezeichnet wurde.

### Privates, Mitgliedschaft im Oberhaus und Funktionen in der Privatwirtschaft
Fellowes war seit 1978 mit Lady Jane Spencer (* 1957), der älteren Schwester der späteren Prinzessin Diana, verheiratet. Ronald Ferguson, der Vater von Sarah, Duchess of York, war sein Cousin. 
Fellowes wurde nach Beendigung seiner Tätigkeit als königlicher Privatsekretär am 12. Juli 1999 als Baron Fellowes, of Shotesham in the County of Norfolk, zum Life Peer erhoben. Kurz darauf erfolgte seine Einführung als Mitglied des House of Lords. Im Oberhaus schloss er sich der Fraktion der Crossbencher an.
In der Folgezeit übernahm er wieder Aufgaben in der Privatwirtschaft und war unter anderem Vorsitzender der Barclays Private Bank sowie von 1999 bis 2010 Mitglied des Aufsichtsrates des Brauereiunternehmens SABMiller. Ferner engagierte er sich seit 2001 als Trustee des Winston Churchill-Memorial Trust, dessen Vorsitzender er seit 2009 war, sowie von 2001 bis 2008 als Vorsitzender des Prison Reform Trust. Daneben war er von 1999 bis 2010 Trustee des Rhodes Trust, zwischen 2003 und 2010 der Mandela Rhodes Foundation sowie von 2004 bis 2012 als Vorsitzender der Voices Foundation.
Lord Fellowes, der Mitglied der Livery Company der Worshipful Company of Goldsmiths sowie Präsident des Beirates des Goodenough College war, fungierte darüber hinaus seit 2006 als Vizevorsitzender des Commonwealth Education Trust, seit 2007 als Vorstandsmitglied der British Library, seit 2009 als Trustee des Global Warming Policy Foundation sowie seit 2010 als Mitglied des Rates des King Edward VII Hospital Sister Agnes.
Fellowes starb am 29. Juli 2024 im Alter von 82 Jahren.